# Stadtmuseum Esslingen

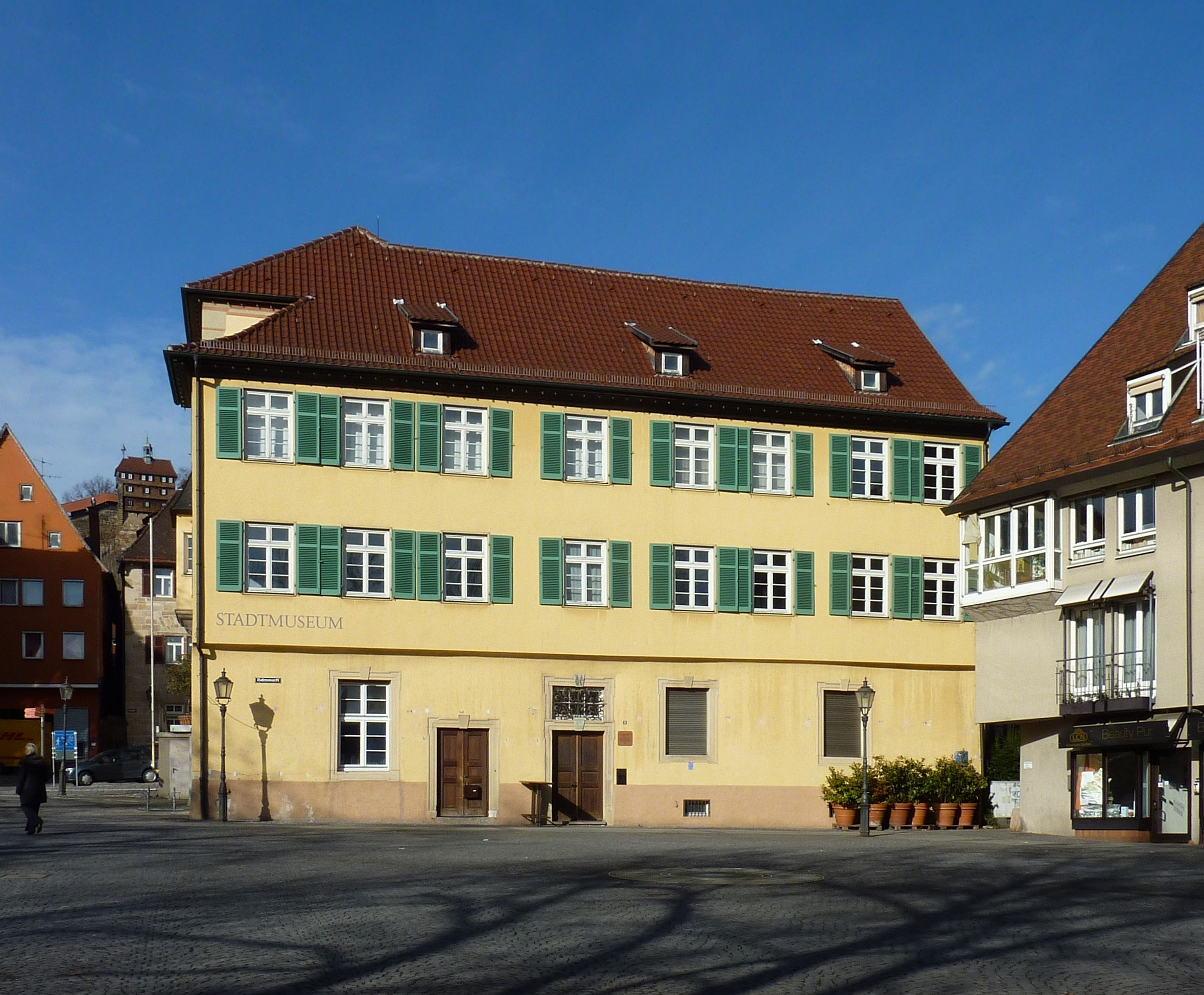
Stadtmuseum Esslingen („Gelbes Haus“) (2012)

Das Stadtmuseum im Gelben Haus setzt sich mit der Geschichte der ehemaligen Reichsstadt Eßlingen auseinander. Die ständige Ausstellung wird mit regelmäßigen Wechselausstellungen zu Themen der Stadt- und Kulturgeschichte ergänzt.

## Geschichte
Das Museum geht auf die Initiative des Geschichts- und Altertumsvereins (GAV) zurück. Geschichtsbewusste Esslinger Bürger beschlossen 1908, Zeugen der Vergangenheit zu sammeln und zu bewahren. Ab 1926 wurde die Sammlung im Alten Rathaus ausgestellt. Das Gelbe Haus ist seit 1989 Sitz des Stadtmuseums. Teile des Stadtmuseums befinden sich im seit 1978 baulich verbundenen Gebäude Hafenmarkt 7, einem der ältesten Wohngebäude der Stadt. Der steinerne Wohnturm aus dem 13. Jahrhundert ist der einzig erhaltene Esslingens.

## Dauerausstellung
Die Dauerausstellung präsentiert die Geschichte der Stadt Esslingen am Neckar und ihrer Bewohner. Der Rundgang beginnt mit der ersten urkundlichen Erwähnung im Testament des Abtes Fulrad von St. Denis im Jahre 777 n. Chr. und erstreckt sich bis in die Mitte des 20. Jahrhunderts. Im Mittelpunkt steht die Vergangenheit Esslingens als Reichsstadt. Eßlingen war im Mittelalter eine reiche und mächtige Weinbau- und Handelsstadt. Nach dem Übergang an Württemberg im Jahre 1802 entwickelte sie sich zu einem bedeutenden Industrieort, geprägt von Textilindustrie, Maschinenbau und Metallverarbeitung.

## Veröffentlichungen
Zu bestimmten Sonderausstellungen veröffentlichte das Museum Kataloge, z. B.:
- Johannes Braungart 1803–1849 : Ein Maler in Esslingen. Ausstellung im Stadtmuseum Esslingen vom 4. Juli bis 19. September 1999. , Esslingen 1999. (ohne ISBN)
- WeiblichES: Frauengeschichte gesucht und entdeckt. Ausstellung Stadtmuseum 13. März bis 6. Juni 1999. Bechtel Druck, Esslingen 1999. (ohne ISBN)
- SilberSachen: Die Esslinger Metallwarenindustrie von 1815 bis 1981. Ausstellung im Stadtmuseum Esslingen vom 21. März 2004 bis 15. August 2004. Stadtmuseum im Gelben Haus, Esslingen am Neckar 2004, ISBN 3-935293-45-3.